# بيارة (دنا)
بيارة (بالفارسية: بیاره) هي مستوطنة تقع في إيران في قسم دنا الريفي. يقدر عدد سكانها بـ 382 نسمة .